# Liwā' Qaşabat aţ Ţafīlah
Liwā' Qaşabat aţ Ţafīlah (arabiska: لواء قصبة الطفيلة) är ett departement i Jordanien.   Det ligger i guvernementet Tafilah, i den centrala delen av landet, 130 km söder om huvudstaden Amman.